# Rondeletia camarioca
Rondeletia camarioca är en måreväxtart som beskrevs av Charles Wright. Rondeletia camarioca ingår i släktet Rondeletia och familjen måreväxter. Inga underarter finns listade i Catalogue of Life.